# Ctenoplusia sigillata
Ctenoplusia sigillata là một loài bướm đêm trong họ Noctuidae.